# 古城子街道 (灯塔市)
古城街道，是中华人民共和国辽宁省辽阳市灯塔市下辖的一个乡镇级行政单位。

## 行政区划
古城街道下辖以下地区：
兴隆社区、东大堡村、小东山堡村、青堆子村、邵二台村、石桥子村、腰结子村、东古城子村、康家台村、小黄金屯村、黑山屯村、前烟台村和尖台子村。